# Jules Danbé
Jules Danbé, né à Caen le 15 novembre 1840 et mort à Paris le 30 octobre 1905, est un violoniste, chef d'orchestre et compositeur français.

## Biographie

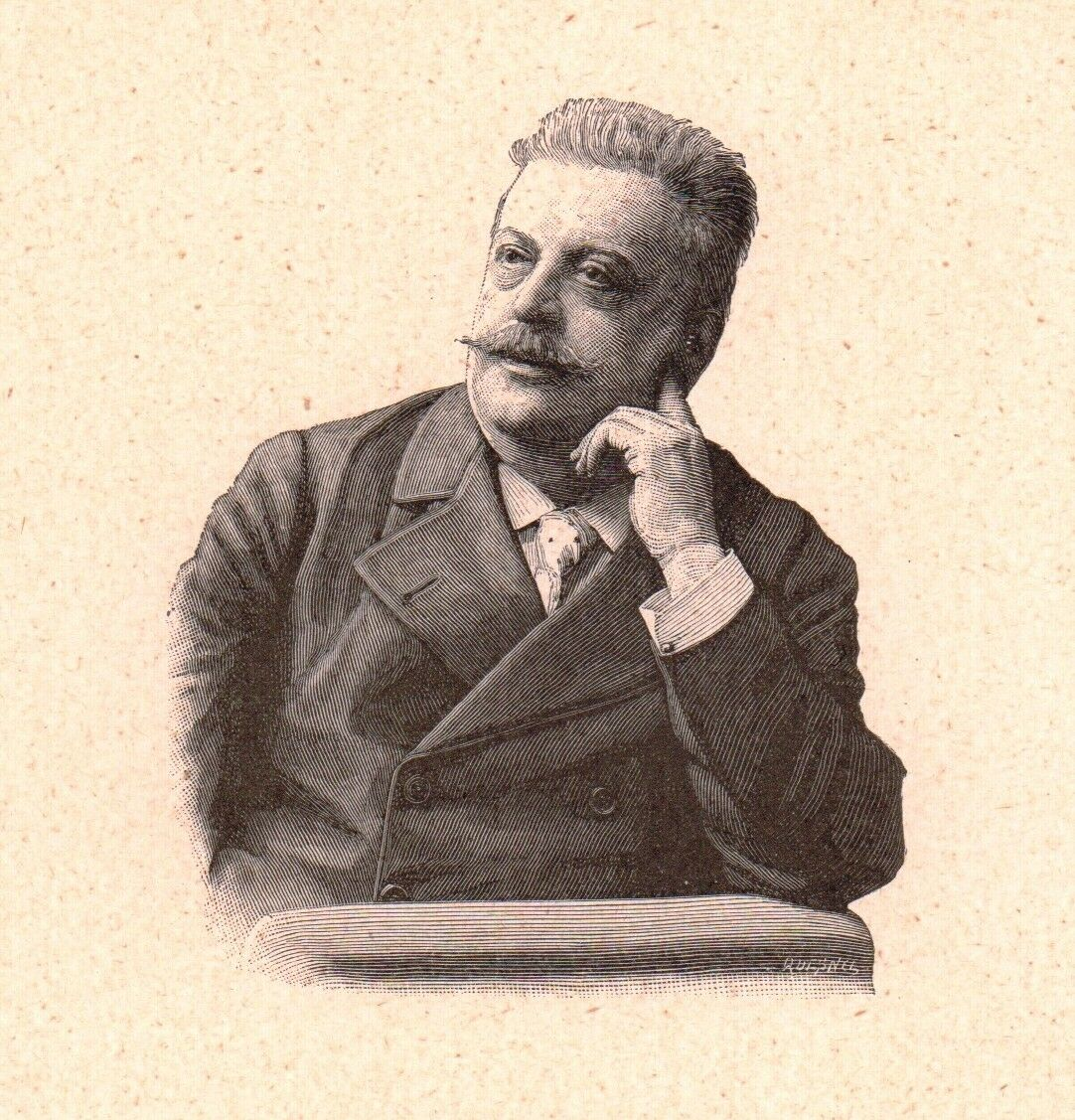
Jules Danbé, portrait gravé publié dans l’Album Mariani.

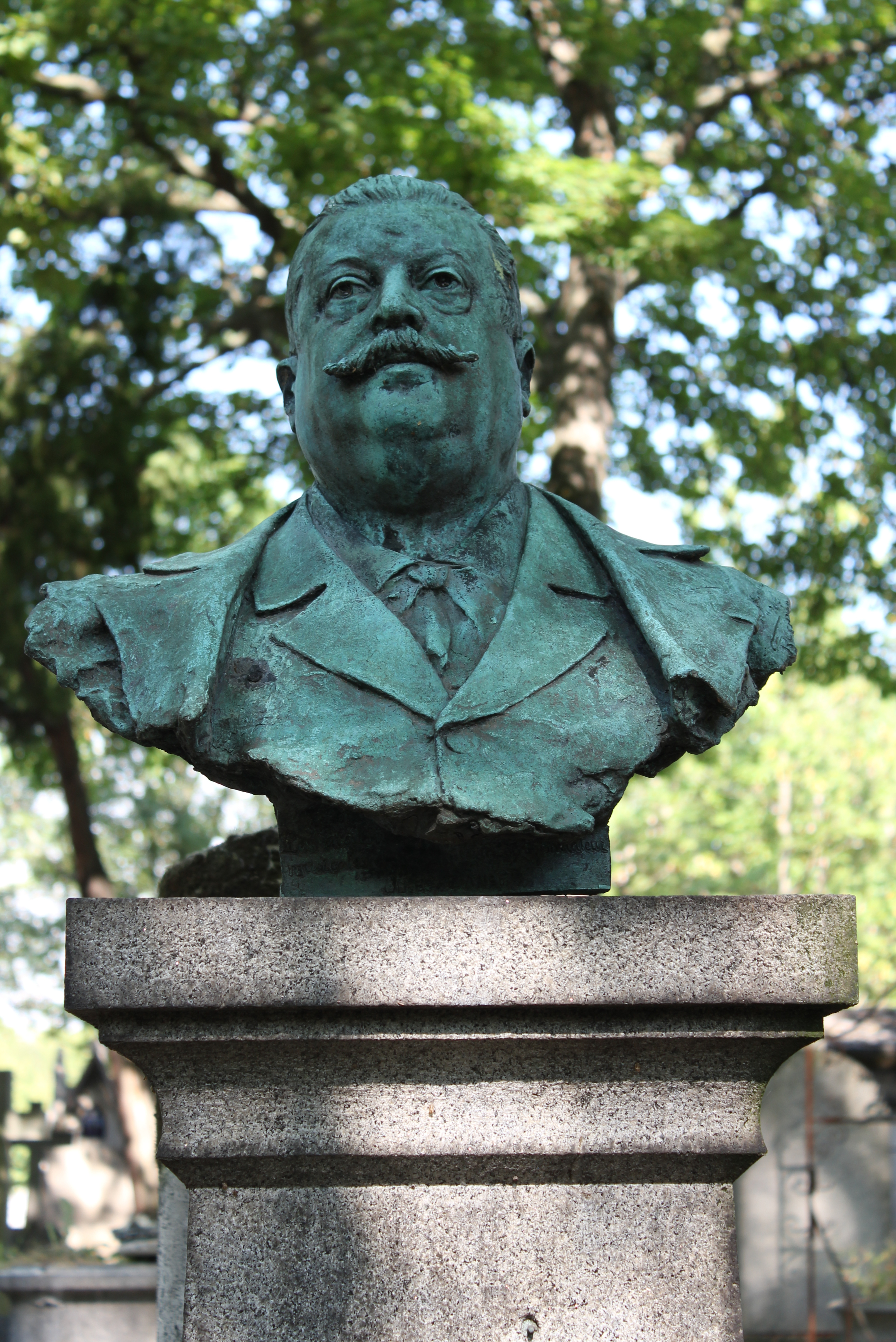
Georges Récipon, Jules Danbé (1906), Paris, cimetière du Père-Lachaise.

Danbé naquit à Caen (Calvados) le 15 novembre 1840. Il apprit le violon et fut l'élève de Narcisse Girard et Augustin Savard. En 1859, il obtint le premier accessit de violon au Conservatoire national de musique et de déclamation. Il joua alors dans les orchestres du Vaudeville, du Théâtre-Lyrique et des Concerts Pasdeloup. En 1871, il fonda les Concerts Danbé au Grand-Hôtel de Paris. Le 100e concert fut donné le 9 mars 1873. À l'automne de la même année, l'orchestre déménage à la salle Herz (1873-1874), puis à la salle Taitbout (décembre 1874-début 1875) et, ensuite, à la salle Ventadour en 1875.
Danbé devint le chef principal du théâtre de la Gaîté-Lyrique en 1876, conduisant Dimitri, Les Érinnyes et Paul et Virginie de Victor Massé — dont il dirigea la création à l'Opéra-Comique. Nommé chef de l'Opéra-Comique le 2 juin 1877, il prit ses fonctions le 1er septembre de la même année en remplacement de Lamoureux, et occupa ce poste jusqu'en avril 1898. Son travail à la tête de l'Opéra-Comique, où il était assisté par Henri Vaillard et Giannini, fut jugé positif, car il avait amélioré la qualité de l'orchestre . En 1889, une exécution du Requiem de Verdi suscita le commentaire que l'orchestre était probablement le meilleur de Paris.
En plus de conduire le répertoire habituel à l'Opéra-Comique, il dirigea les créations des opéras suivants :
- Le Timbre d'argent (Saint-Saëns) le 23 février 1877 ;
- Les Contes d'Hoffmann (Offenbach) le 10 février 1881 ;
- Lakmé (Delibes) le 14 avril 1883 ;
- Manon (Massenet) le 19 janvier 1884 ;
- Proserpine (Saint-Saëns) le 14 mars 1887 ;
- Le Roi malgré lui (Chabrier) le 18 mai 1887 ;
- Esclarmonde (Massenet) le 14 mai 1889 ;
- La Basoche (Messager) le 30 mai 1890 ;
- Les Folies amoureuses (Émile Pessard) le 15 avril 1891 ;
- L'Attaque du moulin (Bruneau) le 23 novembre 1893 ;
- Le Flibustier (Cui) le 22 janvier 1894 ;
- Le Portrait de Manon (Massenet) le 8 mai 1894 ;
- Sapho (Massenet) le 27 novembre 1897.

Danbé fut directeur de la Musique de la Fondation Beaulieu (1888-1905). Membre de l'Orchestre de la Société des concerts du Conservatoire, Danbé se retira en mai 1884 mais revint le 3 juin 1884 au pupitre des premiers violons, le 14 octobre 1884, rejoignant Jules Garcin, premier violon. Il devint second chef (et premier violon) le 2 juin 1885, en remplacement de Garcin. Il quitta la Société le 3 juin 1892, car on lui avait préféré comme premier chef Paul Taffanel par 48 voix contre 38. Il fut un conseiller et un professeur pour Pierre Monteux.
Après son départ de l'Opéra-Comique, il alla en 1899 comme directeur de la musique au théâtre Lyrique de la Renaissance, où il dirigea une production de Iphigénie en Tauride en décembre de la même année. En outre, il conduisit des concerts classiques aux casinos de Néris-les-Bains et Vichy.
Il a composé des œuvres pour violon et est l'auteur d'une méthode de violon.
Il reçut la Légion d'honneur en 1885.
Jules Danbé décéda le 30 octobre 1905 à Paris, en son domicile du 45 rue Jouffroy (17e arrondissement).